# Dielingdorf
Dielingdorf ist ein Ortsteil der Stadt Melle im Landkreis Osnabrück in Niedersachsen. Der Ort bildete bis 1970 eine Gemeinde im damaligen Landkreis Melle und gehört heute zum Meller Stadtteil Melle-Mitte.

## Geographie
Dielingdorf ist eine alte Bauerschaft auf halbem Wege zwischen der Meller Kernstadt und Neuenkirchen. Die nördliche Begrenzung des Ortsteils wird durch den Violenbach gebildet. Eine Gruppe von Bauernhöfen an der Violenstraße kann als kleiner Ortskern angesehen werden.

## Geschichte
Die Bauerschaft Dielingdorf gehörte bis zu den Napoleonischen Kriegen zum Amt Grönenberg des Hochstifts Osnabrück. Von 1807 bis 1810 gehörte Dielingdorf zum Kanton Melle des napoleonischen Satellitenstaats Königreich Westphalen. Von 1811 bis 1813 gehörte der Ort unmittelbar zu Frankreich und dort zur Mairie Melle im Arrondissement Osnabrück des Departements der Oberen Ems. 1814 kam Dielingdorf zum Königreich Hannover und bildete dort eine Gemeinde im Amt Grönenberg. 1867 fiel Dielingdorf mit dem gesamten Königreich Hannover an Preußen und seit 1885 gehörte die Gemeinde zum Landkreis Melle. Innerhalb des Landkreises Melle gehörte die Gemeinde zur Samtgemeinde Melle. Am 1. Januar 1970 wurde Dielingdorf in der ersten Phase der Gebietsreform in Niedersachsen in die Stadt Melle eingegliedert.

## Einwohnerentwicklung
| Jahr | Einwohner | Quelle |
| ---- | --------- | ------ |
| 1845 | 213       | [ 2 ]  |
| 1871 | 196       | [ 3 ]  |
| 1910 | 196       | [ 4 ]  |
| 1939 | 167       | [ 5 ]  |
| 1950 | 248       | [ 6 ]  |
| 1961 | 176       | [ 6 ]  |

## Baudenkmale
In Dielingdorf sind ein Hofgebäude des Hofs Niehaus an der Violenstraße 16, ein Hofgebäude des Hofs Potthoff an der Violenstraße 23 sowie zwei Hofgebäude des Hofs Meyer zu Dielingdorf am Maschweg denkmalgeschützt.

## Veranstaltungen
Auf einem Ackergelände in Dielingdorf findet jährlich das RiNK-Rockfestival statt.